# Fassegures

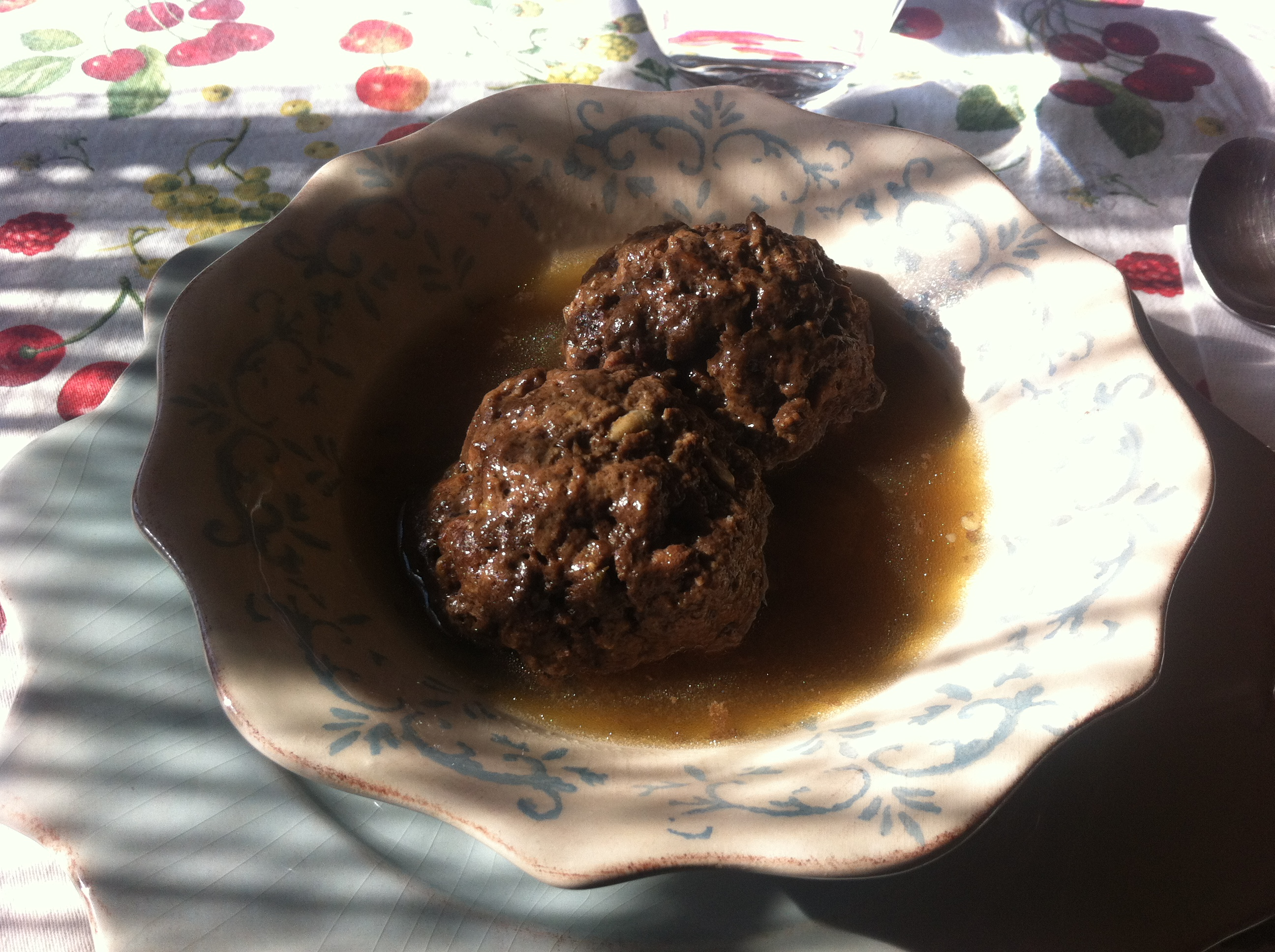
Imatge d'un plat amb dos fassegures amb el caldo del bollit

Les fassegures és un plat tradicional de la comarca del Vinalopó Mitjà, al País Valencià. És una recepta molt popular a les Festes Majors de localitats com Elda, Monòver, Petrer, Novelda, el Pinós, etc.
Es tracta d'unes mandonguilles de la grandària d'un puny, elaborades principalment amb carn picada de magre de porc, pa ratllat, ou, pinyons, julivert, ralladura de llima, sal i pebre. Es couen en caldo de bollit i se solen servir, generalment acompanyades també d'aquest.

## Elaboració
En un recipient gran, es barreja la carn picada, el pa ratllat, els pinyons i les espècies. Es mescla tot be perquè es faça una pasta uniforme. Generalment, se sol afegir també una mica d'ou cru, perquè ajude a lligar la mescla i a formar les corresponents boles. Es formen les pilotes pastant-les amb les palmes de les mans, de manera que tinguen el diàmetre aproximat d'un puny (uns 8 o 10 centímetres). Solen fer-se diverses hores abans i es deixen reposar una miqueta dins de la nevera perquè tinguen més consistència i no s'esmollen en coure.
Després, es prepara un bollit en una olla gran, compost per creïlles, moniato, cigrons, carns i ossos de porc, gallina i vaca, així com algun embotit i os de pernil. Quan el bollit està llest, se separa el caldo i, en una altra olla a banda, es posen a coure les fassegures durant una o dues hores com a mínim. El temps pot variar en funció de la grossor de les pilotes, ja que no han de quedar crues per dins.
Algunes variants incorporen, en comptes del pa ratllat, algun tipus de pa de fogassa o similar de dies anteriors que ha sigut rehidratat de nou, juntament amb una xicoteta quantitat del mateix caldo del bollit. Això confereix a les fassegures una textura més esponjosa i delicada. Per pastar-les, s'aconsella fer-ho amb les mans lleugerament humitejades amb suc de llima, la qual cosa facilita la seua manipulació i evita que es peguen a les mans i es desfacen en tirar-les al caldo. Addicionalment, es pot afegir a la mescla un embotit típic de la zona d'Alacant conegut com a blanquet, que sol estar lleugerament especiat amb canella.